# Моргунов, Николай Викторович
Моргунов Николай Викторович (4.02.1909, Макеевка — 31.03.1980, Санкт-Петербург) — советский военный, участник Великой Отечественной войны, генерал-лейтенант.

## Биография
Родился 9 февраля 1909 года в селе Макеевка Донецкого округа Области Войска Донского. В Красной Армии с 15 мая 1932 года. Окончил Саратовскую бронетанковую школу (1934). Служил на должностях командира взвода, роты, начальника 1-й части штаба бригады, командира батальона, бригады, корпуса. В 1952 году окончил академические курсы при Высшей военной академии. Был представителем Организации Варшавского договора в Болгарской народной армии. Умер в 1980 году, похоронен в Ленинграде. Награждён 10 орденами и несколькими медалями. Дочь — советская и российская оперная певица и педагог Тамара Сморякова.

## Участие вВеликой Отечественной войне
Участник войны с октября 1941 года. В 1943 году окончил курсы усовершенствования при Военной академии бронетанковых и механизированных войск. Командовал 200-й танковой бригадой 6-го танкового корпуса, а с 23 октября 1943 года — 45-й гвардейской танковой бригадой 11-го гвардейского танкового корпуса.

## Строки истории Буковины
- «28 марта 1944 года первыми в город Кицмань вошли воины 45-й танковой бригады полковника Н. В. Моргунова, которые преследовали врага в направлении Черновцов».
- «45-я гвардейская танковая бригада, которой командовал полковник Н. В. Моргунов, обошла город Черновцы с запада, а 64-я танковая бригада подполковника И. Н. Бойко — с востока. Под угрозой окружения фашистские войска в Черновцах лишились возможности энергично обороняться. Уличные бои развернулись лишь на окраине — в районе железнодорожной станции Северная (Моши)». Бригада Н. В. Моргунова принимала участие в освобождении Кицманского, Сторожинецкого, Глибоцкого, Герцаевского районов Черновицкой области.

## Воинские звания
- лейтенант (14.02.1936)
- старший лейтенант (17.02.1938)
- капитан (11.02.1941)
- майор
- подполковник
- полковник (22.02.1943)
- генерал-майор танковых войск (11.07.1945)
- генерал-лейтенант (9.05.1961)

## Награды
- Орден Ленина (21.06.1944)[1]
- Орден Красного Знамени (20.08.1943)[2]
- Орден Красного Знамени (11.04.1945)[3]
- Орден Красного Знамени (27.04.1945)[4]
- Орден Красного Знамени (1954)[5]
- Орден Суворова II степени (31.05.1945)[6]
- Орден Отечественной войны I степени (08.05.1944)[7]
- Орден Красной Звезды
- Орден Красной Звезды (1947)[8]
- Медаль За боевые заслуги (1944)[9]
- Медаль «В ознаменование 100-летия со дня рождения Владимира Ильича Ленина»
- Медаль «За оборону Москвы» (1945)
- Медаль «За победу над Германией в Великой Отечественной войне 1941—1945 гг.» (1945)
- Юбилейная медаль «Двадцать лет Победы в Великой Отечественной войне 1941—1945 гг.» (1965)
- Юбилейная медаль «Тридцать лет Победы в Великой Отечественной войне 1941—1945 гг.» (1975)
- Медаль «За взятие Берлина» (1945)
- Медаль «За освобождение Варшавы» (1945)
- Юбилейная медаль «30 лет Советской Армии и Флота» (1948)
- Юбилейная медаль «40 лет Вооружённых Сил СССР» (1957)
- Юбилейная медаль «50 лет Вооружённых Сил СССР»
- Юбилейная медаль «60 лет Вооружённых Сил СССР»
- Медаль «В память 800-летия Москвы»
- Медаль «За безупречную службу» 1 степени
- Орден «9 сентября 1944 года» с мечами 2-й степени (Болгария)
- Орден «Легион почёта» степени легионера (США)
- Медаль «25 лет БНА» (Болгария)